# Partizip
Ein Partizip (lateinisch participium, von particeps „teilhabend“; Plural: Partizipien) ist eine grammatische Form (Partizipialform), die von einem Verb abgeleitet wird und dabei teilweise Eigenschaften eines Adjektivs erwirbt, teilweise aber auch Eigenschaften eines Verbs beibehält. Die Bezeichnung „Partizip“ und ebenso die deutsche Bezeichnung Mittelwort bringen diese Eigenart zum Ausdruck, an zwei Kategorien zugleich teilzuhaben, nämlich Verb und Adjektiv. In ähnlicher Art gibt es auch Zwischenstufen zwischen Verb und Substantiv, die als Gerundien bezeichnet werden.
Deutsche Beispiele für Partizipien sind die Formen auf -end wie spielend (zum Verb spiel(en); sogenanntes „Partizip Präsens“) und die Formen auf ge- wie gespielt (sogenanntes „Partizip Perfekt“). In der traditionellen Grammatik wurden Partizipien oft als eigene Wortart neben Verb, Adjektiv, Substantiv etc. aufgezählt; in der heutigen Sprachwissenschaft wird diese Sicht jedoch nicht geteilt, sondern Partizipien werden als Wörter oder sogar Konstruktionen angesehen, bei denen in wechselnden Anteilen verbale und adjektivische Komponenten enthalten sind. Die meisten germanistischen Lehrbücher und Schulgrammatiken bezeichnen Partizipien als Verbformen.
Verbale Eigenschaften von Partizipien können darin bestehen, dass sie teilweise mit den üblichen Ergänzungen des Verbs kombiniert werden und dass sie traditionell nach Zeitstufe und Aktiv/Passiv unterschieden werden. Sie zeigen jedoch nie Merkmale von finiten Verbformen (Zahl, Person und Modus), und bei der „Zeitstufe“ handelt es sich nie um ein echtes deiktisches (also finites) Tempus, sondern um relative Zeitverhältnisse, wie sie auch sonst im Infinitiv möglich sind (vgl. den Infinitiv des Perfekts wie in gespielt zu haben). Adjektivische Eigenschaften von Partizipien können z. B. darin bestehen, dass sie als Attribute zu einem Substantiv auftreten können, wobei sie im Deutschen auch die Flexion von Adjektiven aufweisen, etwa die Endung -e in spielende Kinder.
Die grammatischen Eigenschaften von Partizipien sind jedoch uneinheitlich; eine Hauptschwierigkeit des Begriffs besteht darin, dass unter der Bezeichnung „Partizip“ meist alle Varianten zusammengefasst werden, die äußerlich die gleiche Form haben (also im Deutschen mit -end, ge-), auch wenn sie ganz verschiedene grammatische Eigenschaften aufweisen. Zum Beispiel ist die flektierte attributive Form wie in gespielte Überraschung eindeutig adjektivisch, die äußerlich gleiche Form in Hilfsverbkonstruktionen des Deutschen, etwa Die Kinder haben Fußball gespielt ist eindeutig eine infinite Verbform. Daneben gibt es Verwendungen von Partizipien als adverbiale Bestimmung, die schwerer einzuordnen sind. Die Redeweise von einem Zwischenstatus des Partizips kann also verschieden ausgelegt werden: Es kann gemeint sein, dass ein Mittelwort im echten Sinn vorliegt, das also verbale und adjektivische Eigenschaften gleichzeitig aufweist, oder dass es sich um Formen handelt, die zwischen klar adjektivischen und klar verbalen Verwendungen wechseln.
Partizipien finden sich in verschiedenen Sprachen der Welt, teils auch in anderen „Zeitstufen“ (vor allem Partizipien des Futurs) oder mit anderen Ausprägungen der Aktiv/Passiv-Unterscheidung. Die Erscheinung, dass, wie im Deutschen, Präsenspartizipien „aktivisch“ sind und Perfektpartizipien „passivisch“ sind, findet sich auch in anderen Sprachen als Tendenz wieder, allerdings bei weitem nicht ausnahmslos (Slawische Sprachen haben beispielsweise Perfekt-Aktiv-Partizipien). Es gibt auch Partizipien, die sich hinsichtlich der Aktiv/Passiv-Unterscheidung neutral verhalten.

## Überblick über die Partizipformen des Deutschen
Im Deutschen werden zwei Partizipformen unterschieden:
- „Partizip I“, auch: „erstes Partizip, Partizip Präsens, Präsenspartizip, Mittelwort der Gegenwart, erstes Mittelwort, Ablaufform [des Verbs]“
- „Partizip II“, auch: „zweites Partizip, Partizip Präteritum, Partizip Perfekt, Perfektpartizip, Mittelwort der Vergangenheit, zweites Mittelwort, Vollzugsform [des Verbs], Vollendungsform [des Verbs]“

### Bildung des Partizips I
Das Partizip Präsens wird durch das Anhängen von „-end“ an den Wortstamm des Verbes gebildet. Das Partizip Präsens hat im Deutschen immer die Eigenschaften eines Adjektivs, wird also als Attribut oder als Adverbiale Bestimmung verwendet sowie mit Einschränkungen auch als Prädikativum (siehe nächster Abschnitt).
Beispiel: das Verb springen
```
Finite Formen: z.
 
B. 
spring-e, spring-st …

Infinitiv: 
spring-en

Wortstamm somit: 
spring-

Partizip Präsens: 
spring-end
```

Besonderheiten:
- Bei Verben, deren Stamm auf -r  oder auf -l endet, wird die Endung -end  zu -nd gekürzt, ebenso wie das -en des Infinitivs zu -n gekürzt wird: lächel-nd, trauer-nd.
- Verben, deren Stamm auf Vokal endet, verhalten sich unregelmäßig. In zwei, besonders häufigen, Verben ist der Infinitiv immer gekürzt, nämlich tun, sein; hier ergibt sich eine Partizipform, die vom Infinitiv abweicht, in Bezug auf die Partizipform aber regelmäßig ist: tu-end, sei-end. Einige andere Verben mit Stamm auf Vokal können optional im Infinitiv gekürzt werden, auch dies geschieht jedoch nie beim Partizip: schau-en oder umgangssprachlich: schaun, Partizip jedoch immer schau-end, niemals: *schaund.

### Bildung des Partizips II
Das sogenannte Partizip Perfekt wird normalerweise mit der Vorsilbe „ge-“ und durch Anhängen von „-t“ oder „-et“ (bei regelmäßigen Verben) bzw. „-en“ und weiteren Veränderungen (bei unregelmäßigen Verben) gebildet.
Bei schwachen Verben wird der Wortstamm von ge- und dem Suffix -t umgeben:
- lieben → geliebt
- bauen → gebaut
- siegen → gesiegt
- legen → gelegt

Bei starken Verben wird die Partizip-II-Form mit ge- und dem Suffix -en gebildet:
- reiten → geritten
- biegen → gebogen
- nehmen → genommen
- graben → gegraben

Es gibt jedoch Verben, die ohne das Präfix ge- gebildet werden, dazu zählen:
- alle Verben, die nicht auf der ersten Silbe betont werden, insbesondere Verben auf -ieren:
  - reagieren → reagiert
  - fixieren → fixiert
  - trompeten → trompetet
- untrennbare Verben mit unbetonten Vorsilben wie be-, er-, ent-, ge-, ver- und zer-:
  - erzählen → erzählt
  - empfehlen → empfohlen
  - gestehen → gestanden
- trennbare Verben:
  - zugestehen → zugestanden
  - dazuverdienen → dazuverdient

Hier trägt das trennbare Präfix die Hauptbetonung.
Das Partizip Perfekt kann im Deutschen auch als Kompositum gebildet werden. Beispiele:
- Substantiv + Partizip Perfekt (eisgekühlt, moosbewachsen)
- Adverb + Partizip (wohltemperierte Stimmung)
- Adjektiv + Partizip (das Kleingedruckte)

Zur Verwendung des zweiten Partizips siehe unten unter „Partizip Perfekt“.

## Partizip Präsens

### Eigenschaften im Deutschen
Das Partizip I oder Partizip Präsens (Aktiv) beschreibt Handlungen, die gleichzeitig stattfinden oder Handlungen im beschriebenen Moment. Es dient im Satz zur Verwendung eines Verbs als Adjektiv oder Adverb.
Adjektivische Eigenschaften des Partizips sind die Flexion (Beispiel: passender, passende, passendes), die Antonymie (Beispiel: passend – unpassend), die Möglichkeit, Komposita zu bilden (Beispiel: zutreffend) sowie die Möglichkeit sowohl der attributiven als auch der prädikativen Verwendung (Beispiel: eine passende Gelegenheit – die Gelegenheit ist passend).
Beispiele:
- die liebende Mutter – das singende Mädchen – das schweigende Lamm – der schreiende Verkäufer
- Das Beispiel ist zutreffend. – Das Kind läuft weinend nach Hause.

Das Partizip kann wie ein Adjektiv dekliniert werden. Es wird aus diesem Grunde auch oft als Verbaladjektiv bezeichnet. Die Partizipattribute, die durch ein Partizip und eventuell eine Erweiterung gebildet werden können, stehen attributiv zu einem Substantiv. Ein Partizipattribut kann immer durch einen Relativsatz aufgelöst werden. Dadurch wird der Satz leichter verständlich.
Beispiele:
- die von oben kommende Botschaft (als Relativsatz: die Botschaft, die von oben kommt)
- mit der von oben kommenden Botschaft (als Relativsatz: mit der Botschaft, die von oben kommt)

Das Partizip kann im Deutschen auch Gleichzeitigkeit von Handlungen und Aktivitäten, ähnlich dem Lateinischen, ausdrücken:
Beispiele:
- Der Mann geht singend durch das Haus (Der Mann singt und geht. Er verrichtet also zwei Tätigkeiten gleichzeitig.)

Das Partizip kann auch als Kompositum gebildet werden. Beispiele:
- Substantiv + Partizip Präsens (fleischfressend, schmerzstillend)
- Adverb + Partizip (immerwährender Kalender)
- Adjektiv + Partizip (alleinstehend)

Nach der Neuen Deutschen Rechtschreibung wird bei wörtlicher Bedeutung die Getrenntschreibung empfohlen (z. B. das Rad fahrende Kind, die Fleisch fressende Pflanze). Wenn der zusammengesetzte Begriff im übertragenen Sinne benutzt wird, sollen die Wörter zusammengeschrieben werden (z. B. der allein stehende Baum, aber die alleinstehende Frau [ohne Lebensgefährte oder Lebensgefährtin]).

### Lateinische Sprache
Im Lateinischen: Partizip Präsens Aktiv (PPA)
Das PPA drückt das Zeitverhältnis der Gleichzeitigkeit zwischen der durch das Partizip ausgedrückten Handlung und der des übergeordneten Satzes aus. Im Lateinischen dient das Partizip auch als Satzverkürzung in der Konstruktion des Participium coniunctum (PC) und des Ablativus absolutus.

### Griechische Sprache
Im Griechischen: Partizip Präsens Aktiv und Partizip Präsens Medium/Passiv.
Im Unterschied zum Deutschen werden die Passivformen des Präsens synthetisch gebildet (eigene Formen).

## Partizip Perfekt

### Deutsche Sprache

#### Syntax
Das Partizip II dient
- zur Verwendung eines Verbs im Passiv, als Adjektiv oder Adverb im Satz
- zur Bildung von zusammengesetzten (analytischen) Zeitformen:
  - Perfekt, Plusquamperfekt, Futur II; jeweils im Aktiv,
  - sowie für sämtliche Zeitformen im Passiv

Beispiele:
- die geliebte Mutter – das gesungene Lied – der verlorene Sohn
- ich habe geliebt (Perfekt Aktiv) – ich werde geliebt (Präsens Passiv)
- er ist nach Hause gefahren (Perfekt Aktiv) – er wird nach Hause gefahren (Präsens Passiv)

Das Partizip Perfekt wird gewöhnlich von den Verben haben, sein und werden regiert. Gelegentlich treten aber auch andere Partizip-regierende Verben in Erscheinung, etwa das Verb bekommen (Beispiel: etwas geschenkt bekommen). Diese Sonderform des Passivs wird als bekommen-Passiv, „Rezipientenpassiv“, „Benefizientenpassiv“ oder „Dativpassiv“ bezeichnet. Weitere Beispiele für Partizip-regierende Verben:
- (gefangen) nehmen/setzen/halten
- (gelegen) kommen
- (verloren) geben/glauben/wissen

#### Adjektivische Eigenschaften
Adjektivische Eigenschaften des Partizips II sind die Steigerbarkeit (Beispiel: die gelungenste Vorstellung), die Antonymie (Beispiel: belebt – unbelebt), die Möglichkeit, Komposita zu bilden (Beispiel: hochgeliebt) sowie die Möglichkeit der attributiven wie der prädikativen Verwendung (Beispiel: das gesungene Lied – der Sohn ist verloren).
Einige Partizipien sind als Adjektive so selbstständig, dass ein zugrundeliegendes Verb gar nicht existiert oder eine vollständig andere Bedeutung hat (Beispiele: behaart, geflügelt, verwandt).
Die Partizipien II der echten intransitiven Verben können nicht adjektivisch verwendet werden, sondern dienen lediglich zur analytischen Bildung der Zeiten Perfekt, Plusquamperfekt und Futur II. Die Partizipien der unakkusativischen Verben erlauben dagegen eine Verwendung als Adjektiv-Attribut, sie haben aktivische statt passivische Bedeutung (Beispiele: einschlafen, eintreffen, verrosten).

### Lateinische Sprache
Im Lateinischen: Partizip Perfekt Passiv (PPP)
Das PPP dient dazu, das Passiv zu bilden, und ist die dritte Stammform (Beispiel: amatus). Das Partizip Perfekt drückt die Vorzeitigkeit zur Handlung des übergeordneten Satzes aus. Im Unterschied zum Deutschen werden die Passivformen des Präsens synthetisch gebildet (eigene Formen) und greifen nicht auf das PPP zurück.
Im Lateinischen dient das Partizip auch als Satzverkürzung in der Konstruktion des Participium coniunctums (PC) und des Ablativus absolutus.

### Altgriechische Sprache
Im Altgriechischen: Partizip Perfekt Medium / Passiv und Partizip Perfekt Aktiv. Ebenso wie im Lateinischen dient das Partizip auch als Satzverkürzung in der Konstruktion des Participium coniunctums (PC) und des Genitivus absolutus. Im Gegensatz zu Latein verfügt Altgriechisch über einen vollständigen Satz von Partizipien.

## Partizip Futur

### Lateinische Sprache
Im Lateinischen gibt es ein Partizip Futur Aktiv (PFA).
Das PFA steht für Nachzeitigkeit. Diese Form kann im Deutschen nicht gebildet werden und muss daher in der Übersetzung umschrieben werden.
Beispiel: Morituri te salutant „die Todgeweihten/diejenigen, die sterben werden/die, die im Begriff sind zu sterben, grüßen dich“.

### Griechische Sprache
Im Griechischen gibt es sowohl ein Partizip Futur Aktiv,  ein Partizip Futur Passiv und ein Partizip Futur Medium.

### Andere Sprachen
Im Litauischen gibt es sowohl aktives wie passives Partizip Futur, z. B. rašysima knyga („das Buch, das geschrieben werden wird“), Gimė vaikas valdysiantis pasaulį („Ein Kind wurde geboren, das die Welt regieren wird“). Im Russischen wird umgangssprachlich das aktive Partizip Präsens der perfektiven Verben mit Futurbedeutung verwendet.

## Baltische und slawische Partizipien
Besonders viele Partizipialformen gibt es in den baltischen und slawischen Sprachen. Die synthetischen Verbformen werden nach Tempus und Genus Verbi abgewandelt, außerdem noch wie Adjektiva nach Kasus und Numerus. Darüber hinaus unterscheiden Partizipien zwischen Kurz- und Langformen (die slawischen resultativen Partizipien haben heute in der Regel nur mehr Kurzformen). Durch Kombination dieser grammatischen Kategorien ergeben sich bis zu mehrere Dutzend Formen, die in der Regel nur selten zusammenfallen. Allerdings werden in einigen Sprachen die Partizipien verdrängt und mit Nebensätzen paraphrasiert. Besonders selten sind Partizipien des Futurs.
Beispiel aus dem Litauischen: Inf. matyti „sehen“, akt. Präsens mask. Nom. Sg. matąs/matantis „der sieht“, akt. Perfekt mask. Nom. Sg. matęs „der gesehen hat“, akt. iter. Perfekt mask. Nom. Sg. matydavęs „der wiederholend gesehen hat“, akt. Futur mask. Nom. Sg. matysiąs/matysiantis „der sehen wird“, pass. Präsens mask. Nom. Sg. matomas „der gesehen wird“, pass. Perfekt mask. Nom. Sg. matytas „der gesehen worden ist“, pass. Präsens mask. Nom. Sg. matysimas „der gesehen werden wird“.
Prädikativ können einige baltische Partizipien den Modus relativus ausdrücken, z. B. litauisch Jis sako buvęs namie („Er sagt, er sei zu Hause gewesen“), kuršiai gyvenę šiaurėje („die Kuren lebten im Norden“; vgl. die Indikativform gyveno) bzw. im Passiv kuršių gyventa šiaurėje (dasselbe; im Indikativ käme noch das oft ausgelassene Hilfsverb hinzu: (buvo) gyventa). Analog dazu wird auch das Transgressiv verwendet, wenn sich das Subjekt des Hauptsatzes von dem der indirekten Rede unterscheidet, z. B. jis sakė tėvą išėjus („er sagte, dass der Vater weggegangen sei“; diese Konstruktion heißt in Latein Accusativus cum participio).
Zur Bildung periphrastischer Tempora gibt es im Litauischen weiters progressive (aktive) Partizipien, z. B. jis buvo bemiegąs „er schlief gerade / er war am Schlafen“.
Meist umgangssprachlich oder dialektal werden sowohl aktive wie passive Partizipien zur Bildung periphrastischer (perfektiver) Tempora herangezogen:
- polnisch: Wtedy wypiłem. („Ich hatte damals getrunken.“)
- russisch: У меня корова подоена. („Bei mir ist die Kuh gemolken.“ / „Ich habe die Kuh gemolken.“ – PPP)
- mazedonisch: Gi nemam videno. („Ich habe sie nicht gesehen.“)
- altkirchenslawisch: běx stoję („ich war am Stehen.“ – Verlaufsform)
- litauisch (Dialekt in Belarus): Manip karvė pamelžta. („Ich habe die Kuh gemolken.“)

Formal passive Partizipien haben mitunter nur eine aktive Bedeutung, z. B.:
- polnisch: Przyszedłem. („Ich bin gekommen.“)
- niedersorbisch: Mam wšo docynjone. („Ich habe alles erledigt.“)

Die Vergangenheitsform wird in vielen slawischen Sprachen ähnlich dem deutschen Perfekt analytisch gebildet. Hierzu wird eine Form von sein als Hilfsverb mit dem sogenannten L-Partizip verbunden. Im Russischen wird die Vergangenheit ohne Hilfsverb gebildet.

## Abgeleitete infinite Verbformen
In den slawischen Sprachen gibt es den Transgressiv und in den baltischen das Quasipartizip (z. B. lit. matant, mačius, matysiant von matyti „sehen“) sowie Halbpartizipien, z. B. litauisch rašydamas („schreibend“, Infinitiv rašyti), lettisch likdams („legend“, Infinitiv likt). Halbpartizipien können nur als satzwertige Verbalphrasen verwendet werden. Ins Deutsche werden sie meist durch Nebensätze paraphrasiert.
In einigen Sprachen kongruiert die infinite Verbform mit dem Bezugswort in Genus und Numerus, z. B. im Tschechischen (Transgressiv) oder Litauischen (Halbpartizip), vgl. litauisch Jis įėjo verkdamas  („er ist weinend hereingekommen“) vs. Ji įėjo verkdama  („sie …“).

## Modalitätsausdrücke
Einige Sprachen kennen spezielle Partizipialformen, die modale Aspekte ausdrücken. Beispielsweise im Litauischen gibt es das Partizip des Müssens (Participium Necessitatis), dessen Bedeutung dem deutschen Gerundiv ähnlich ist, z. B. rašytinas straipsnis („der zu verfassende Aufsatz“). In einigen slawischen Sprachen gibt es das Partizip der Möglichkeit, z. B. im Obersorbischen (korigujomny „korrigierbar“, wobdźiwajomny „bewundernswert“), im Niedersorbischen (widobny „sehbar“, zranjobny „verletzbar“) oder im Tschechischen (korigovatelný „korrigierbar“). Manche modalen Partizipien haben jedoch ihre Modalität allmählich eingebüßt. Darüber hinaus können auch die üblichen Partizipien als Modalitätsausdrücke verwendet werden, z. B. lettisch dzerams „trinkbar“, im Litauischen und Russischen haben meist die negierten Formen einen modalen Nebensinn, z. B. lit. neištariamas „unaussprechbar“, russ. nerešaemyj „unlösbar“. Ob ein Partizip modale Aspekte ausdrücken kann, hängt von dessen Tempus, Verbalaspekt und Genus Verbi ab, die Kriterien variieren von Sprache zu Sprache. Modale Partizipien sind durch Nebensätze mit Modalverben paraphrasierbar.

## Rechtschreibung
Im Deutschen können sowohl Partizipien Präsens als auch Partizipien Perfekt substantiviert werden. Unter Umständen müssen sie dann großgeschrieben werden. Beispiele: die Liebenden, die Studierenden, das Folgende, ein Gefangener, alles Gedruckte.